# Castellare-di-Mercurio
Castellare-di-Mercurio (korsisch U Castellà di Mercuriu; italienisch Castellare di Mercurio) ist eine Gemeinde im französischen Département Haute-Corse auf der Insel Korsika. Sie gehört zum Kanton Golo-Morosaglia im Arrondissement Corte. Die Bewohner nennen sich Castillaresi.

## Geografie
Der Dorfkern liegt auf ungefähr 600 Metern über dem Meeresspiegel im korsischen Gebirge. Die Gemeinde grenzt im Norden an Rusio, im Osten an Sermano, im Süden an Favalello und im Westen an Santa-Lucia-di-Mercurio.

## Bevölkerungsentwicklung
| Jahr      | 1962 | 1968 | 1975 | 1982 | 1990 | 1999 | 2008 | 2012 |
| --------- | ---- | ---- | ---- | ---- | ---- | ---- | ---- | ---- |
| Einwohner | 114  | 90   | 45   | 38   | 29   | 25   | 34   | 33   |